# Ernst Krackowizer

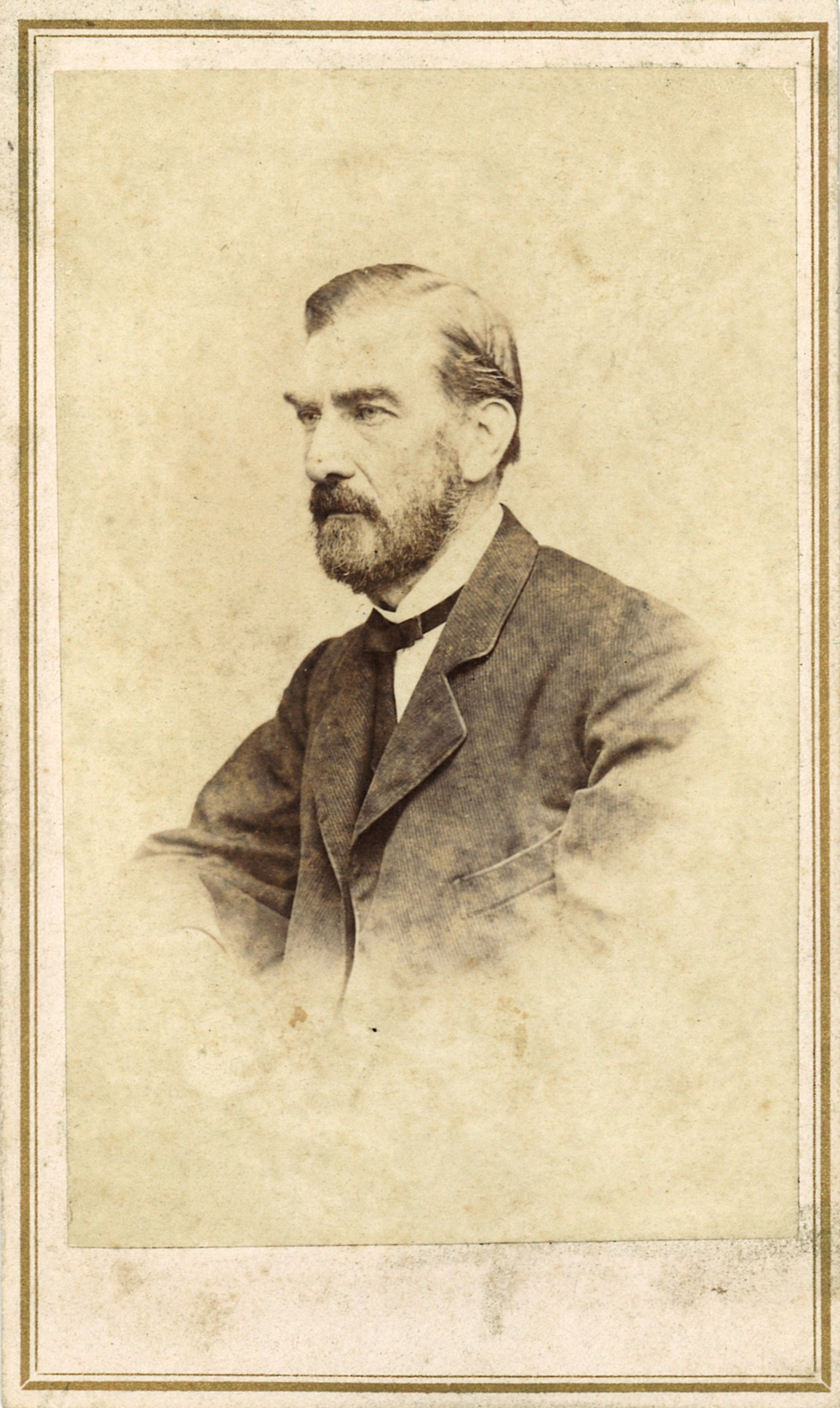
Ernst Krackowizer (um 1870)

Ernst Nepomuk Krackowizer (* 3. Dezember 1821 in Spital am Pyhrn; † 23. September 1875 in Ossining bei New York City, NY) war ein österreichischer Revolutionär von 1848 und Chirurg in den USA.

## Familie

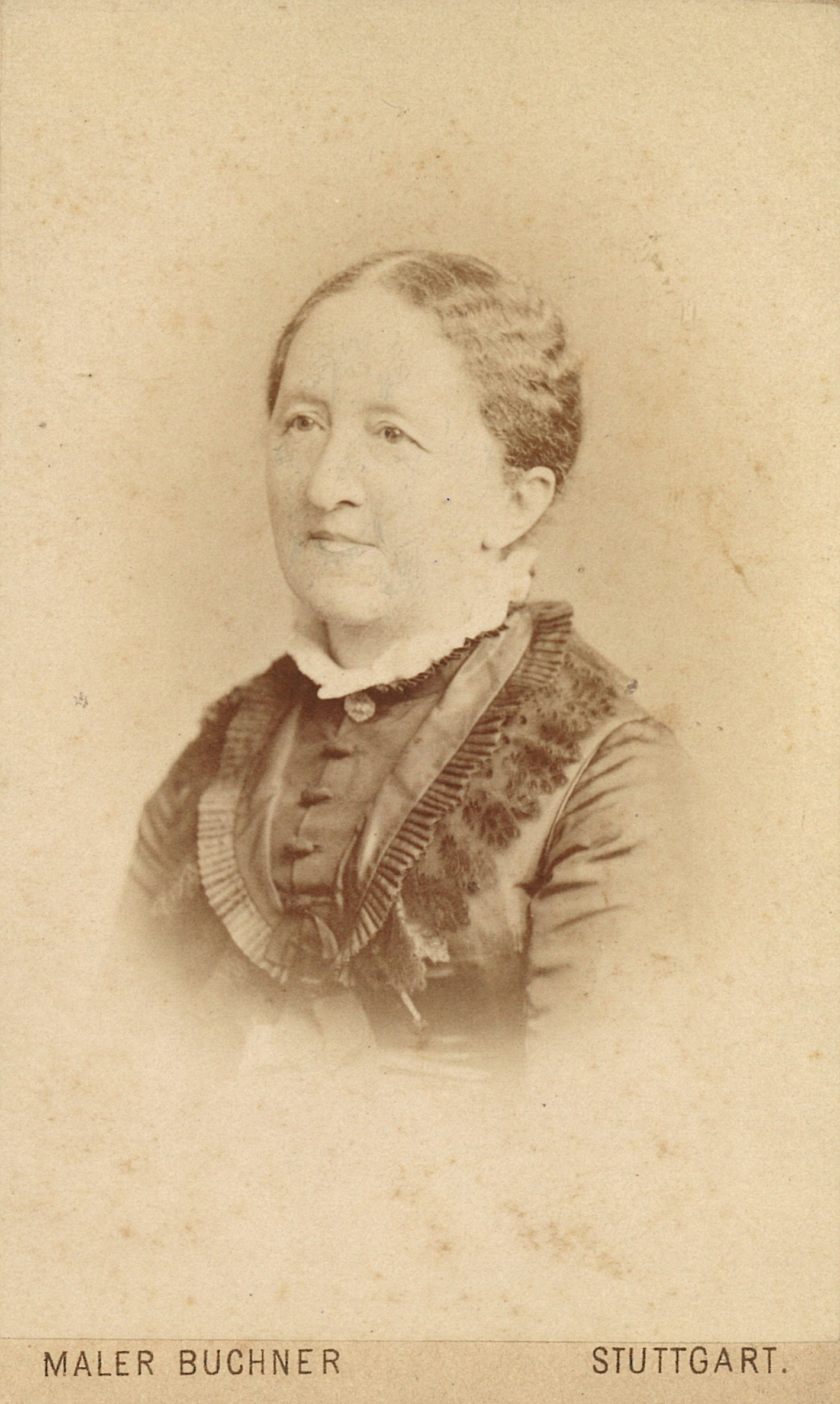
Emilie Forster (um 1850)

Ernst Nepomuk Krackowizer stammte aus einer Familie, dessen Vorfahren in einer Nachkommensliste bis ins 17. Jahrhundert vorliegt. Seine Eltern waren der Pfleger (Richter) Ferdinand Krackowizer (1777–1826) und dessen Ehefrau Theresia Richter (1794–1866). Das Ehepaar hatte acht Kinder; Ernst Krackowizer war das fünfte Kind.
In New York heirateten am 11. Mai 1851 Ernst Krackowizer und die aus der Steiermark stammende Emilie Forster (1826–1919). Seine Braut war ihm im selben Jahr in die USA nachgefolgt. Ihre dritte Tochter Marie Krackowizer (1861–1929) war die Ehefrau von Franz Boas.

## Leben
Ernst Krackowizer besuchte das Stiftsgymnasium zu Kremsmünster und studierte Medizin an den Universitäten Wien und Pavia. Nach seinem Studium übernahm er eine Assistentenstelle bei Franz Schuh am Allgemeinen Krankenhaus der Stadt Wien.
An der Revolution von 1848/49 im Kaisertum Österreich hatte Krackowizer in Wien als Hauptmann der Akademischen Legion teilgenommen. Nach der Niederschlagung der Revolution konnte Krackowizer zunächst ins Königreich Württemberg nach Tübingen fliehen, wo er Assistent bei Victor von Bruns wurde. Von dort ging er nach Kiel. Da Ernst Krackowizer steckbrieflich gesucht wurde, emigrierte er 1850 in die USA. Das im Auftrag des Innenministeriums angelegte Verzeichnis der oberösterreichischen Statthalterei führte Krackowizer unter der laufenden Nummer 14 auf:
„Krackowitzer Dr. Med. derzeit ausübender Arzt zu Wilhelmsburg bei New York in Nordamerika. Derselbe ist von Vöcklabruck in Oberösterreich und seine Mutter wohnt gegenwärtig in Steyr. Er wurde im Jahr 1848 als Assistent im Allgemeinen Krankenhaus in Wien Commandant einer mobilen Compagnie und hat sich bei der Belagerung von Wien schwer kompromittiert, weshalb er mit Steckbriefen verfolgt wurde und sich nach Amerika flüchtete. Sehr gefährlich.“
In Amerika praktizierte er zunächst als Arzt in Williamsburg. Mit Boas Onkel aus der mütterlicher Linie, dem Kinderarzt Abraham Jacobi war Ernst Krackowizer befreundet gewesen.
Nach seiner Übersiedlung nach New York im Jahr 1857 wurde Krackowizer Mitglied der Pathological Society. Gemeinsam mit Kollegen gründete er in New York das German Hospital, heute Lenox Hill Hospital, an dem Will Meyer, ein Vetter von Franz Boas, von 1887 bis 1923 als leitender Chirurg tätig war. Während des Sezessionskrieges (1861–1865) diente Krackowizer auf der Seite der Nordstaaten als Generalinspekteur der Militärspitäler. Er war – als Republikaner – ein Anhänger des Präsidenten Abraham Lincoln.
Krackowizer starb nach zweimonatigem Typhusfieber auf seinem Landgut Greenmount in Sing-Sing, dem heutigen Ossining.

## Mitgliedschaft
- Ernst Krackowizer war Mitglied im Committee of Seventy: Eine Reformbewegung, die nach den Folgen der Industriellen Revolution, dem Bürgerkrieg und den hohen Einwanderungszahlen um 1870 gegründet wurde. Eine Vorläuferorganisation war die Citizen’s Municipal Reform Association (CMRA).